# Flabelligena
Flabelligena is een geslacht van borstelwormen uit de familie van de Acrocirridae. De wetenschappelijke naam van het geslacht werd voor het eerst geldig gepubliceerd in 2001 door Gillet.

## Soorten
- Flabelligena amoureuxi Gillet, 2001
- Flabelligena biscayensis (Kolmer, 1985)
- Flabelligena cirrata (Hartman & Fauchald, 1971)
- Flabelligena erratica  (Orensanz, 1974)
- Flabelligena gascognensis  Aguirrezabalaga & Ceberio, 2006
- Flabelligena hakuhoae  Jimi in Jimi et al., 2020
- Flabelligena mediterranea (Kolmer, 1985)